# Riksdagshuset i Stockholm
Riksdagshuset är säte för Sveriges riksdag och beläget på Helgeandsholmen i Stockholm. Komplexet uppfördes mellan 1895 och 1904, efter ritningar av arkitekt Aron Johansson, och inkluderade även i den västra delen en byggnad för Sveriges riksbank.
Efter om- och tillbyggnaden åren 1980–1983 disponerar Riksdagen även Riksbankens gamla del. För ombyggnaden stod Ahlgren-Olsson-Silow Arkitektkontor AB. Samtidigt flyttade Riksbanken till sin nuvarande byggnad, Riksbankshuset, vid Brunkebergstorg.
Byggnaden är blåmärkt av Stadsmuseet i Stockholm. Detta är den högsta klassen och innebär "att bebyggelsen bedöms ha synnerligen höga kulturhistoriska värden".

## Historik

### Bakgrund

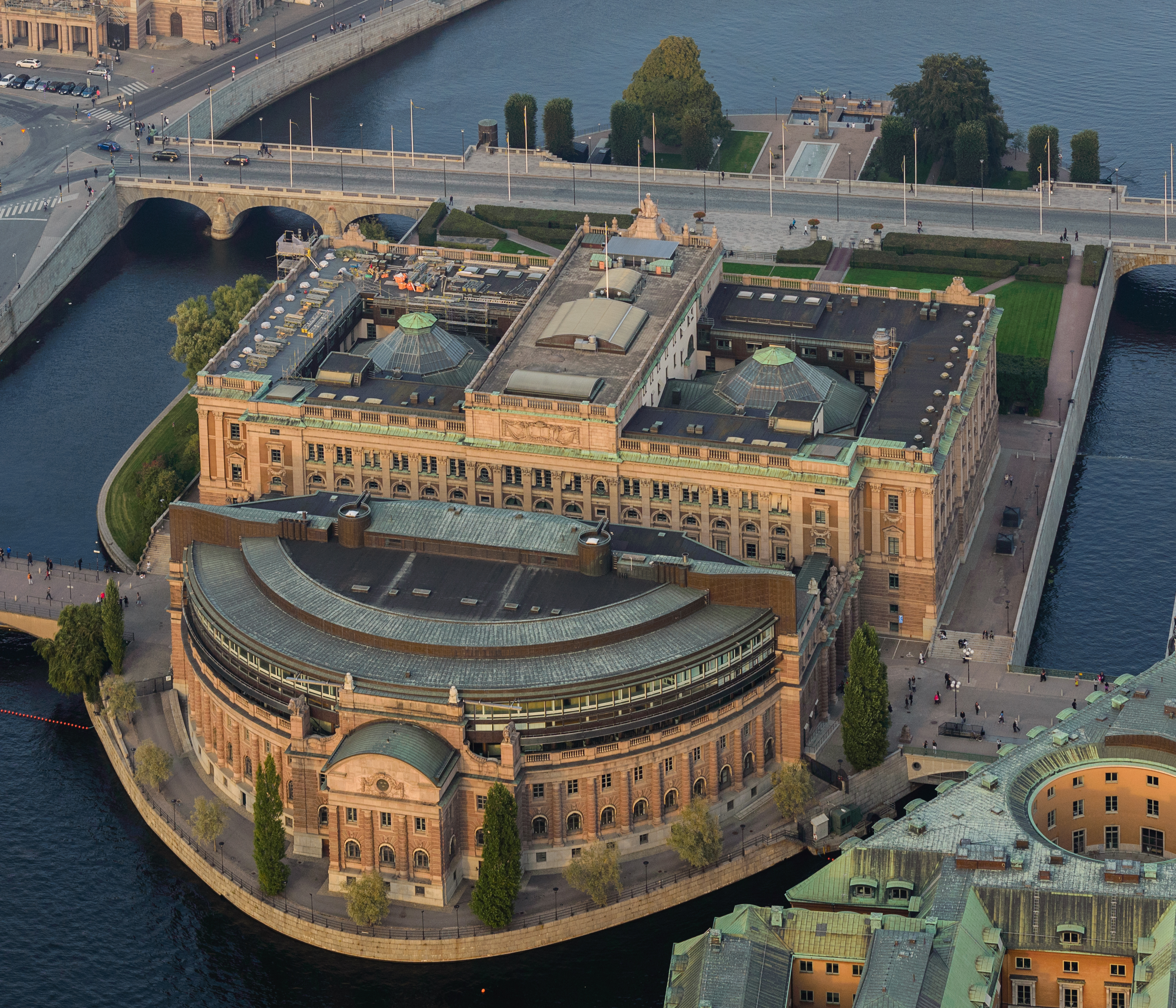
Riksdagshuset från ovan.

De så kallade Riksbyggnaderna på Helgeandsholmen uppfördes ursprungligen för såväl Sveriges riksdag (byggnadskroppen öster om Riksgatan) som för Sveriges riksbank (byggnadskroppen väster om Riksgatan). Riksdagsbyggnaden kom att ersätta det gamla riksdagshuset på Riddarholmen. Efter det att tvåkammarriksdagen ersatts av enkammarriksdagen 1971 byggdes den tidigare bankdelen om för att inrymma den nya plenisalen. Under ombyggnadstiden inrymdes Riksdagen provisoriskt i det då nyuppförda Kulturhuset vid Sergels torg.

### Uppförande 1895–1904

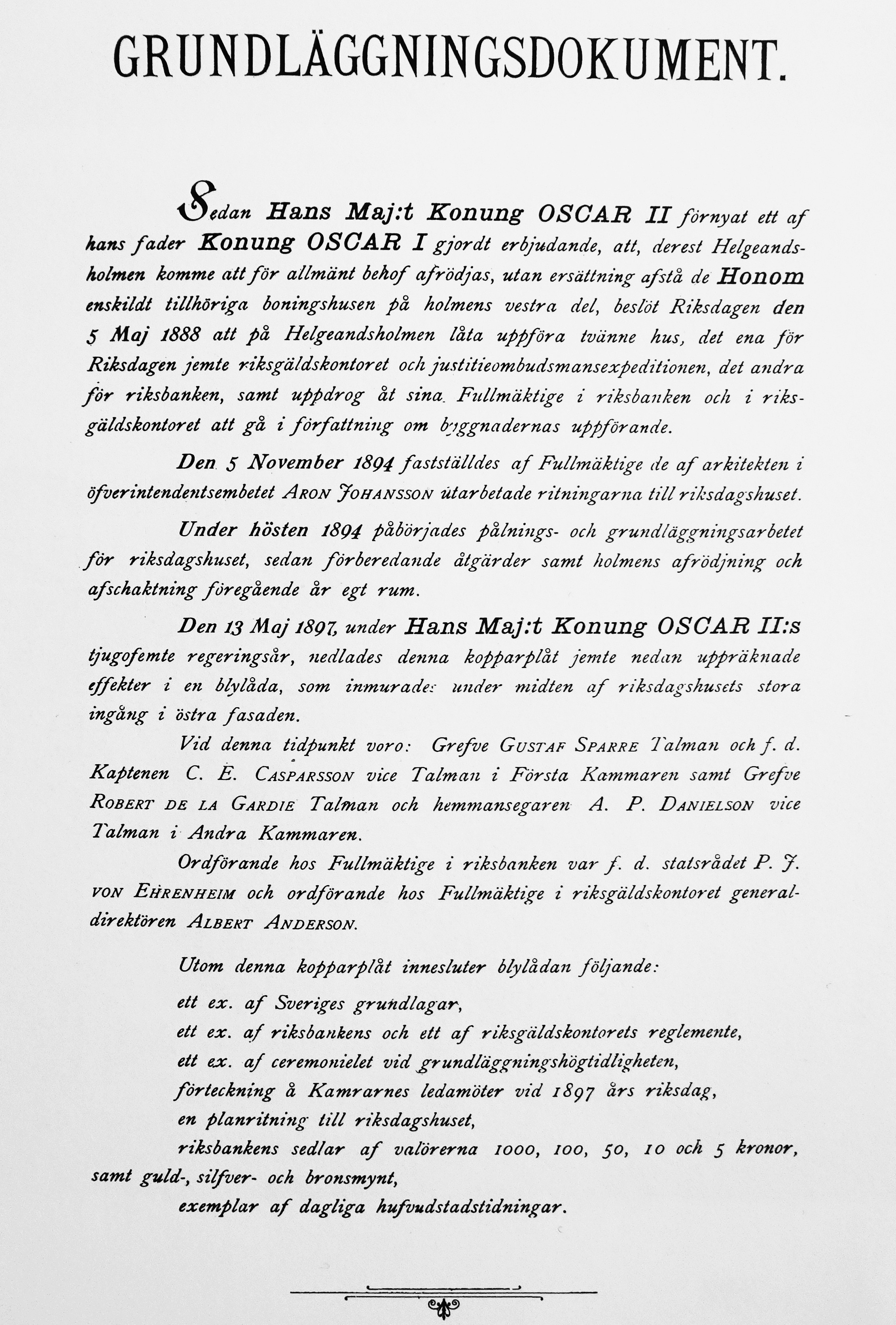
Grundläggningsdokumentet från 1897.

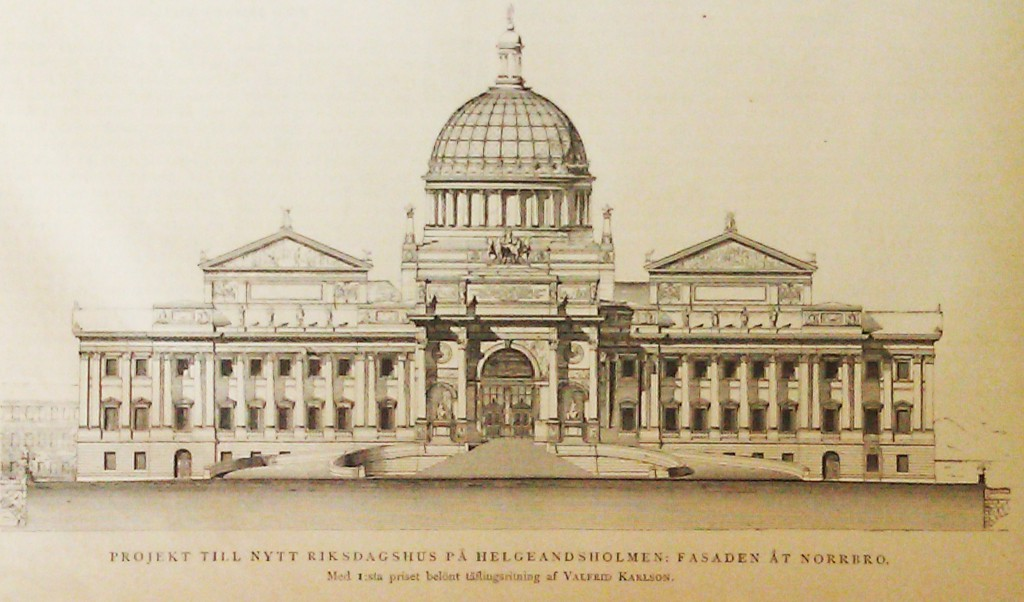
Valfrid Karlsons vinnande tävlingsförslag

Under 1872 års riksdag togs frågan om nytt riksdagshus upp då det gamla ansågs för litet och inte tillräckligt representativt. Dessutom behövde Riksbanken nya lokaler. Flera utredningar tillsattes där bland annat olika placeringsförslag prövades. Enligt rådande meningen under årtiondet så skulle Helgeandsholmen bevaras som en öppen plats med parkanläggningar. Byggnader på denna plats fick heller inte överglänsa slottet.
Beslut om placeringen av nya Riksdagshuset på Helgeandsholmen fattades först den 5 maj 1888 enligt vilket Riksdags- och Riksbankshusen skulle uppföras på holmens västra del medan Norrbrobasaren skulle lösas in och rivas och Hovstallet flyttas till Artillerigården på Östermalm.
Arkitekten som ritade riksdagshuset var Aron Johansson. Han segrade förvisso inte i 1889 års arkitekttävling, tävlingen vanns i stället av Valfrid Karlson men inget av tävlingsförslagen ansågs tillräckligt bra och Karlson sorterades bort. Istället fick överintendenten Helgo Zettervall i uppdrag att utforma ett nytt förslag och till sin medhjälpare valde han den unge Aron Johanson. Tillsammans presenterade de 1890 ett gemensamt utkast. Det mötte genast stark opposition och de fick omarbeta sitt förslag. Kritiken höll dock i sig, uppbackad av många av tidens ledande konstnärer och arkitekter. Man menade att en sådan stor monumental byggnad inte kunde placeras så nära slottet och att Helgeandsholmen var för trång för att rymma både riksdagshus och riksbank. När byggnadskommittén 1892 beslöt att fasaden skulle flyttas fram ytterligare sex meter mot Norrbro avgick Zettervall som ansåg det oacceptabelt. Den unge Johansson arbetade vidare med projektet på egen hand. I hans utkast från 1894 bar byggnaden en kupol som aldrig uppfördes.
Enligt Grundläggningsdokumentet sattes bygget igång under 1893 med rivningar och förberedande arbeten. Pålningsarbetena påbörjades hösten 1894. På ett fotografi från 1895 syns den nästan helt avrivna tomten med den utstakade byggnaden. Delar av Hovstallet stod kvar och användes som arbetsplatskontor. Under grundläggningsarbetena bortschaktades 37 000 kubikmeter massor och för grundläggningen användes över 9 000 ekpålar. Pålningsarbetena avslutades 1896. Grundstenen lades den 13 maj 1897 av konung Oscar II, samma dag som Stockholmsutställningen 1897 öppnade. 
Själva grundstenen var ihålig och i urholkningen lade konungen en hoplödd blylåda vilken innehöll en kopparplåt med grundläggningsdokumentets text samt bland annat ett exemplar av Sveriges grundlagar, en planritning av Riksdagshuset, några av Riksbankens sedlar och mynt samt några aktuella dagstidningar. Stenen med blylådan inmurades sedan mitt under stora huvudentrén i östra fasaden. Kungen lade murbruk på stenen, slog tre gånger med en hammare på den och yttrade: ”Måtte inom denna riksdagsbyggnad städse visa rådslag ske och för ett älskadt fosterland gagnade beslut vara fattade!”
Till det yttre stod byggnaden färdig 1901. Tre år senare var arbetena inomhus i stort avslutade. I september 1904 framträdde fasaderna fria när byggnadsställningarna togs ner och den 11 januari 1905 kunde riksdagsdelen invigas. Året därpå flyttade även Riksbanken in i sina nya lokaler.
När byggnaden stod färdig, hade utgifterna för bygget stigit till cirka 12 miljoner kronor, det var nästan en fördubbling till beräkningen från 1888 som hade slutat på 6,5 miljoner kronor. En bidragande orsak var brist på byggmaterial och arbetskraft på grund av omfattande samtida byggnadsprojekt i Stockholm, bland annat Strandvägen och operahuset.
Redan vid invigningen den 11 januari 1905 kritiserades riksdagsbyggnadens utförande, mest därför att dess stil, nybarocken, framstod som urmodig jämfört med den på 1900-talet frambrytande jugendstilen. Byggnaden hade kommit till i en brytningstid mellan nationalromantiken och nyklassicismen.

Historiska bilder
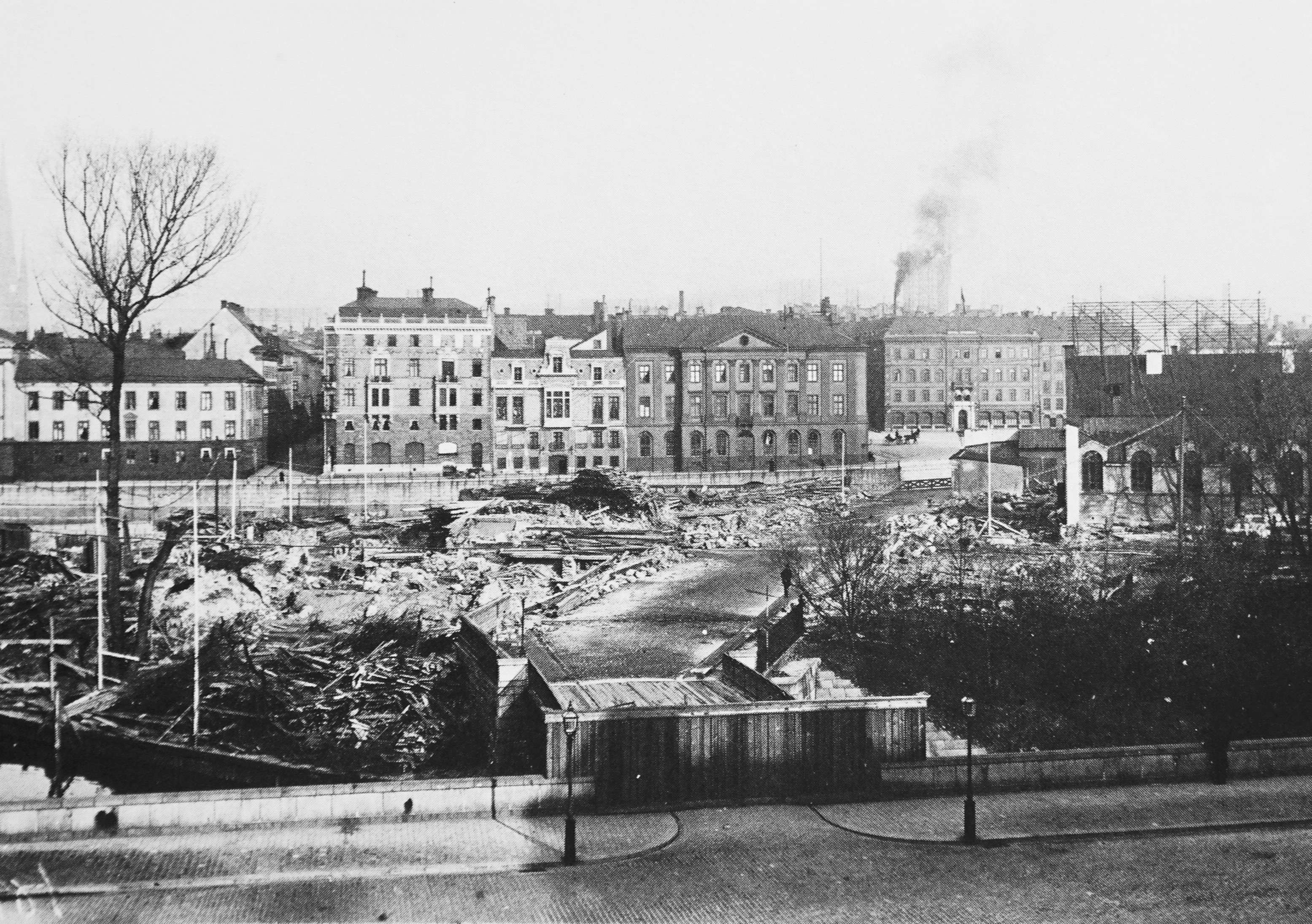
Byggnadsarbeten år 1895.
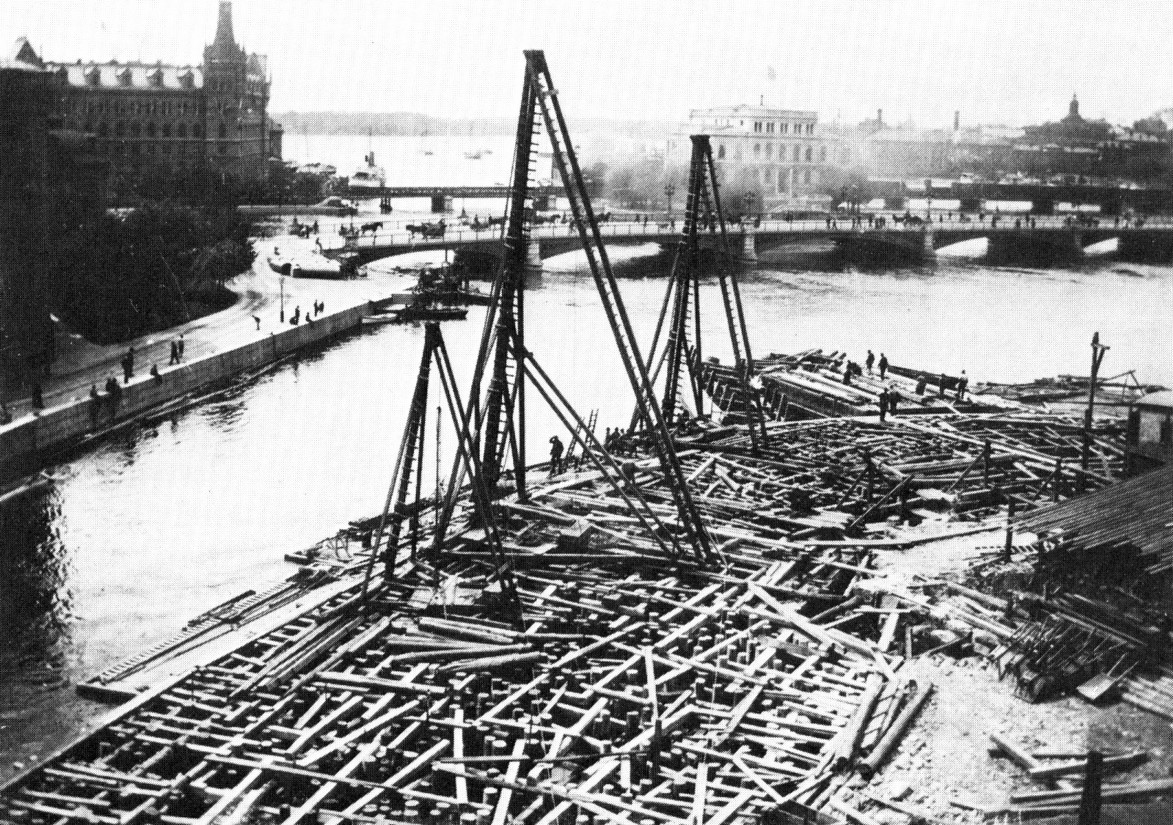
Grundläggningen år 1898.
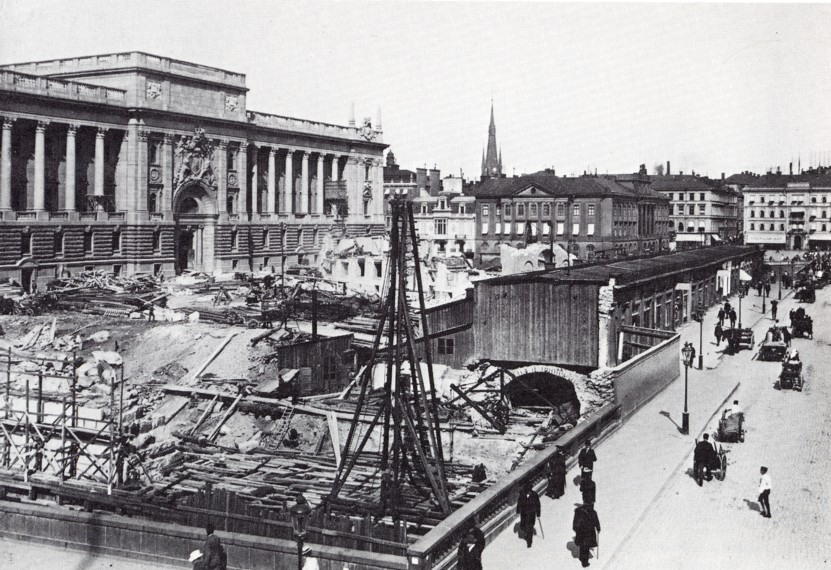
Byggnadsarbeten år 1904.
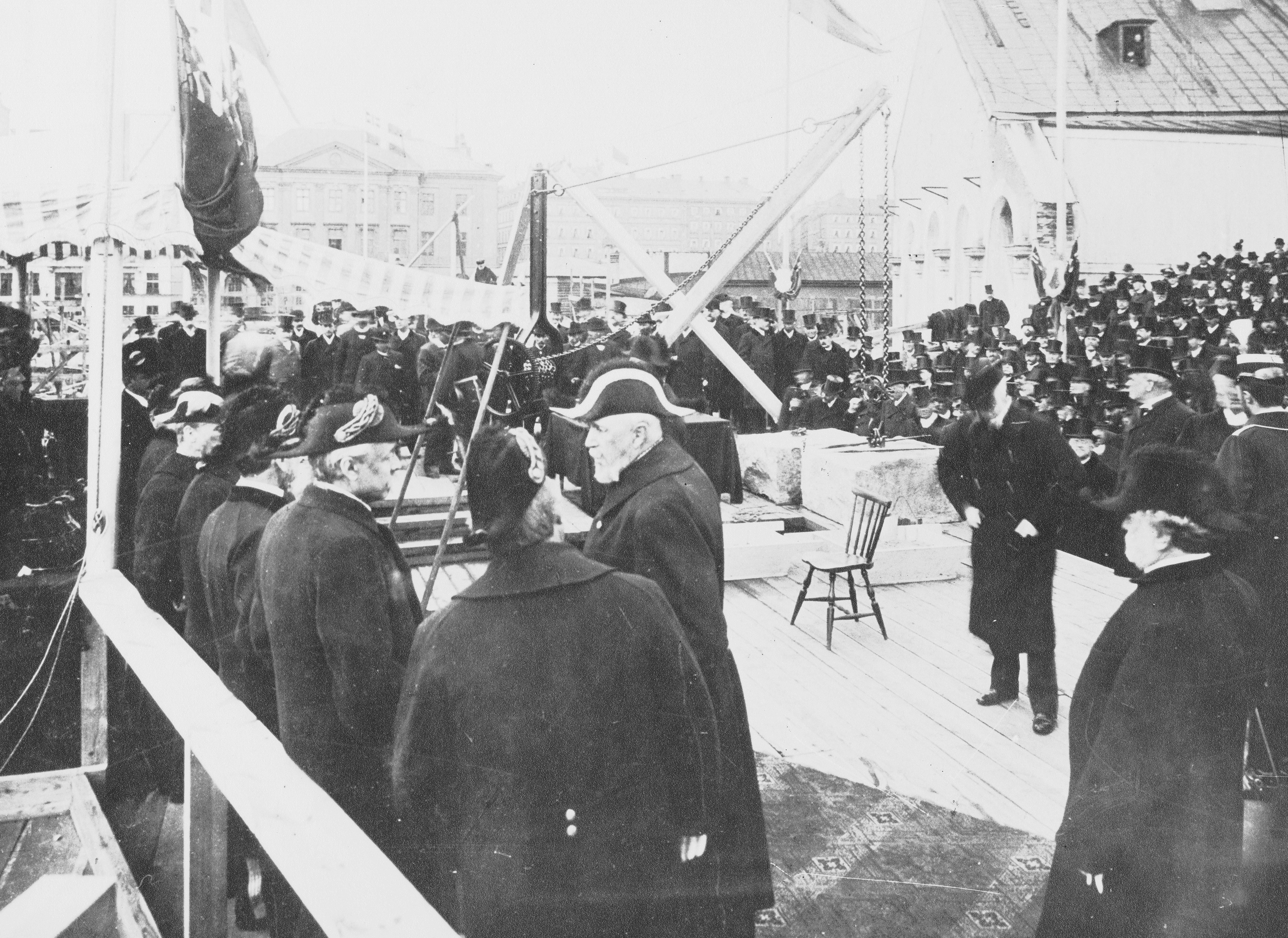
Från grundstensläggningen 13 maj 1897, kungen mitt i bild.

### Ombyggnad 1980–1983

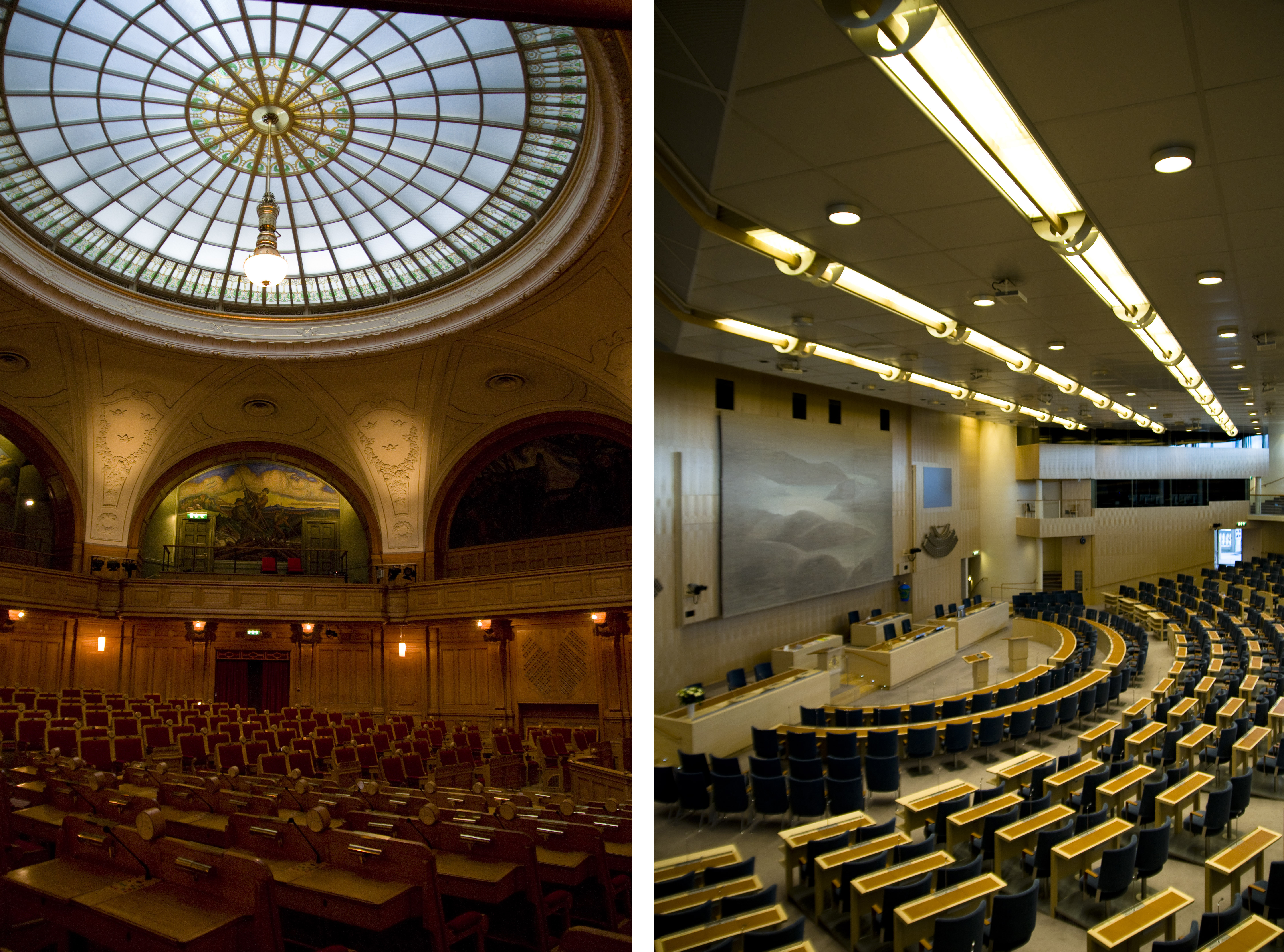
Andrakammarsalen (t.v.) och Plenisalen.

Huvuddragen för ombyggnaden av Riksdagshuset 1980–1983 skisserades redan i riksdagshusutredningen 1968. Tanken var att även riksbankens lokaler skulle kunna nyttjas av riksdagen och att riksbanken skulle flytta till nya lokaler.
År 1971 utlystes en arkitekttävling som vanns av arkitektfirman Ahlgren-Olsson-Silow Arkitektkontor AB. År 1975 beslöt riksdagen att flytta tillbaka till Helgeandsholmen från sina provisoriska lokaler i Kulturhuset. Största utåt synliga förändringen blev en kopparklädd påbyggnad av gamla riksbanken med en ny plenisal. Den 4 oktober 1983 invigdes och öppnades plenisalen och det nygamla riksdagshuset av riksmötet.
Vid schaktningsarbeten för ett nytt parkeringsgarage under Riksplan gjorde man talrika arkeologiska fynd, bland annat resterna av Stockholms stadsmur från 1500-talets början. Den stora gropen som utgrävningarna skapade kallades snart för ”Riksgropen”. Garaget krympte och Medeltidsmuseet byggdes.

### Säkring av grundläggning 2004–2007
Genom landhöjningen började risk uppstå att byggnadens pålgrundläggning bestående av träpålar hamnade över grundvattenytan vilket skulle leda till röta. För ett långsiktigt bevarande av byggnaden krävdes åtgärder. Från 2004 till 2007 utfördes en ny underjordisk skärm öster om riksdagshuset för stabilisering av grundvattennivån under Riksbyggnaderna. På detta sätt höjdes grundvattennivån till Mälarens nivå. Skärmen utfördes dels med jetpelare som installerades genom Stockholmsåsen ner till berget, dels med en ny dammlucka i Stallkanalen. Mätningar har visat att grundvattennivån efter arbetena har stabiliserats på en betryggande nivå över trägrundläggningen.

### Planerad tillbyggnad
Det har sedan 2007 utarbetats långtgångna planer på att uppföra en ny besöks- och konferensanläggning öppen för allmänheten under riksplan i anslutning till östra Riksdagshuset och Strömparterren. I denna skall det finnas tre mötessalar, vari det är avsett att öppna utskottsutfrågningar, konferenser och dylikt skall kunna hållas på ett för ändamålet passande sätt. En extra plenisal är också planerad. 
2024 beslutade riksdagsstyrelsen uppdrag vari det bör utredas hur den historiska miljön under riksplan skall bevaras och göras tillgängliga för allmänheten när besökscentrumet byggs. Tillgängligheten skall utgå från att man ej behöver besöka riksdagen för att se de medeltida miljöerna. Utredningen består av alla riksdagens partier och dess slutsatser skall redovisas 2025.  Projektet har dock hittills inte givits slutliga klartecken från de därtill berörda instanser.

## Arkitektur
Byggnadskomplexet gestaltades i nyrenässansstil, med en centrerad fasad-sektion i nybarock.

### Exteriör

#### Riksdagshusets fasad
Riksdagshusets fasad åt Norrbro är hållen i italiensk-fransk klassicistisk senrenässans eller nybarock. Byggnadsvolymen består av en mittrisalit sammanbunden via inskjutna fasader med öppna kolonnader med två sidorisaliter.
Kolonnadens kolonner har korintiska kapitäl och är i kolossalordning. Sido- och mittrisaliterna har pilastrar likaså med korintiska kapitäl, också i kolossalordning. Kolonnerna och pilastrarna bär upp en arkitrav samt odekorerad fris. Ovan detta en gesims i tandsnitt. Mittrisaliten är förhöjd med en attika. Taket är inte synligt, utan byggnaden avslutas upptil precis som Kungliga slottet med en balustrad.
Mittrisaliten är monumentalt utförd och liknar en romersk triumfbåge.

#### Sveriges riksvapen
Ovan entréportalen, på Riksdagshusets frontespis, syns den stora granitreliefen med Sveriges stora riksvapen omgivet av lejon och de stora kungsmedaljongerna som sitter på det Östra riksdagshusets fasad mot Riksgatan, de är huggna av skulptören och ornamentbildhuggaren Gustav Fredrik Norling (1851-1926).

Exteriör
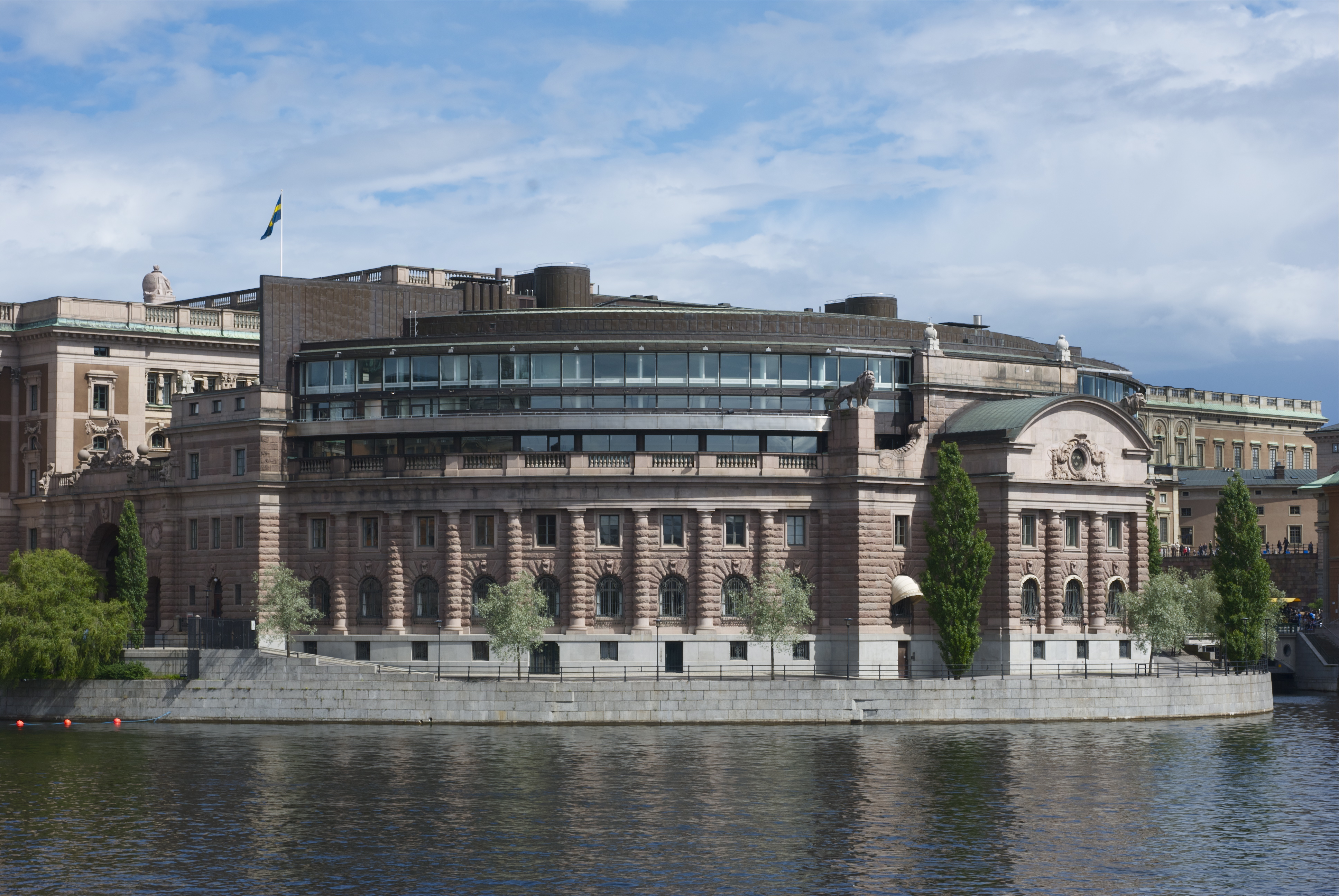
Vy från Rosenbad.
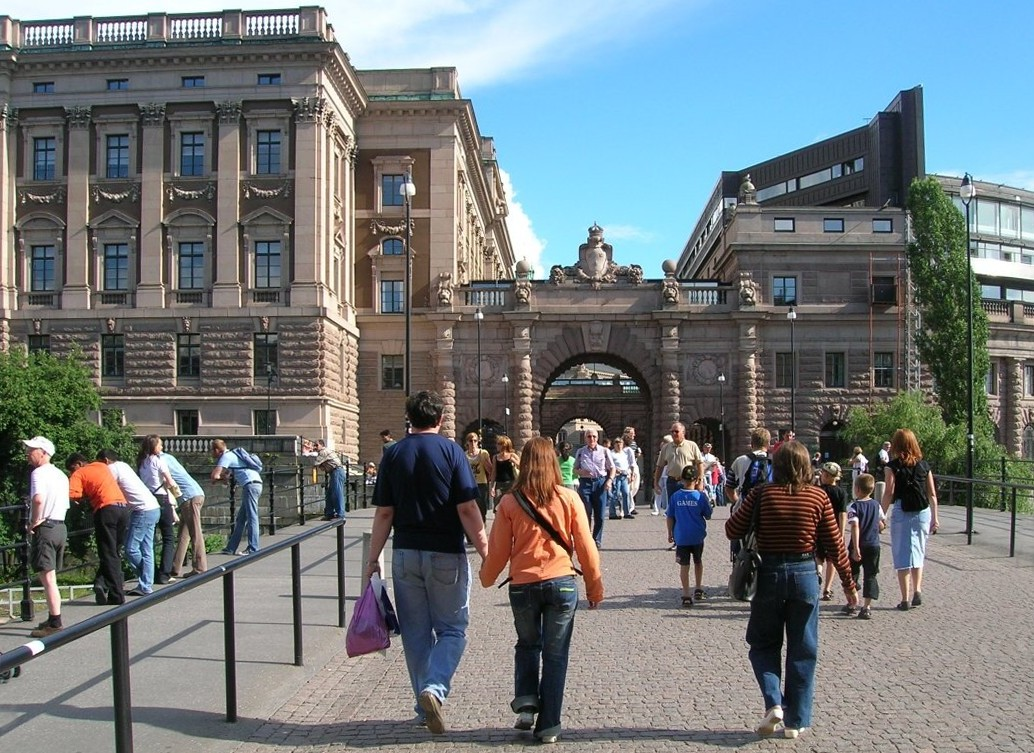
Vy från Drottninggatan
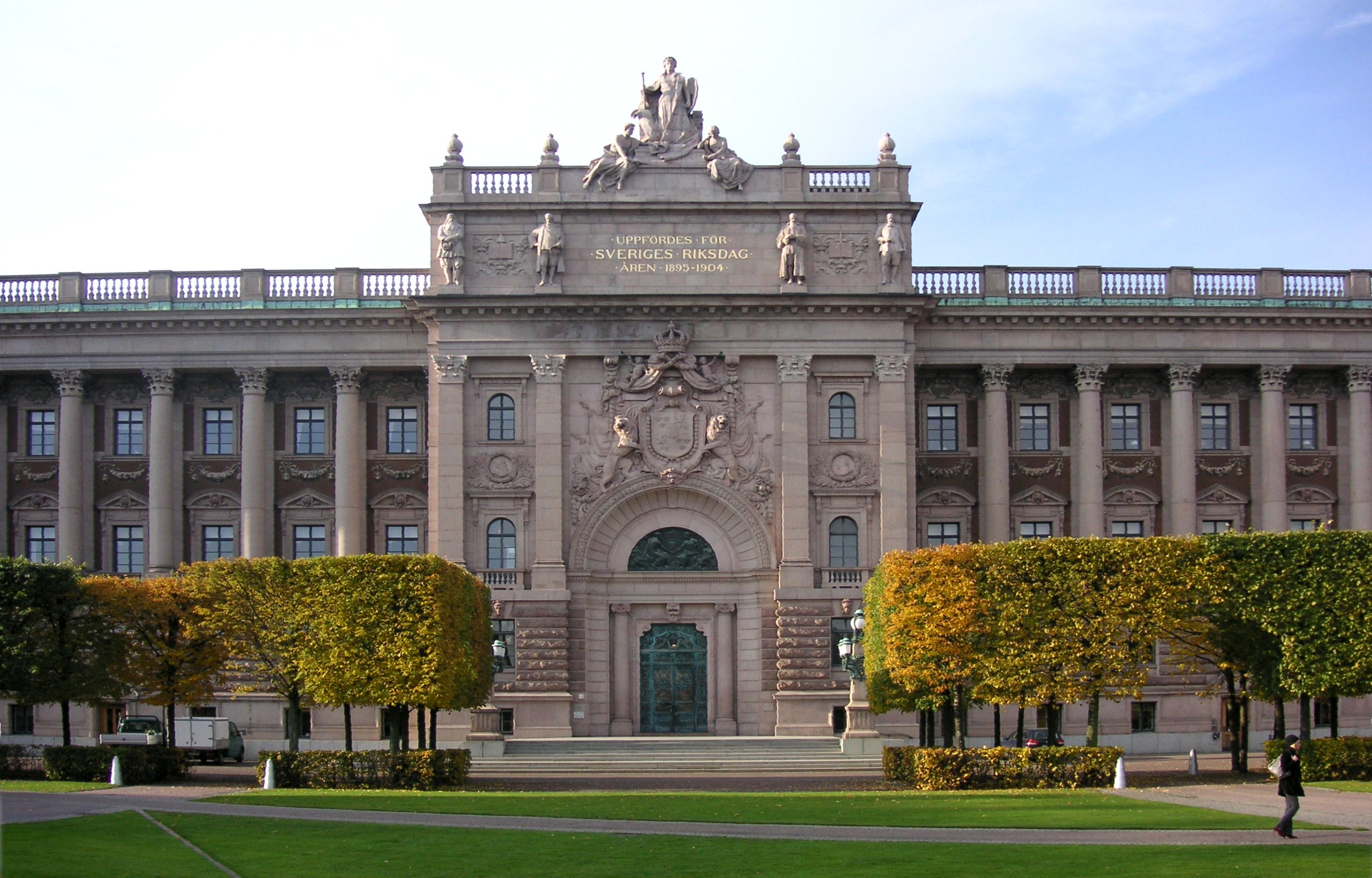
Riksdagshusets frontespis med Sveriges stora riksvapen omgivet av lejon, skulpterat av Gustav Fredrik Norling.
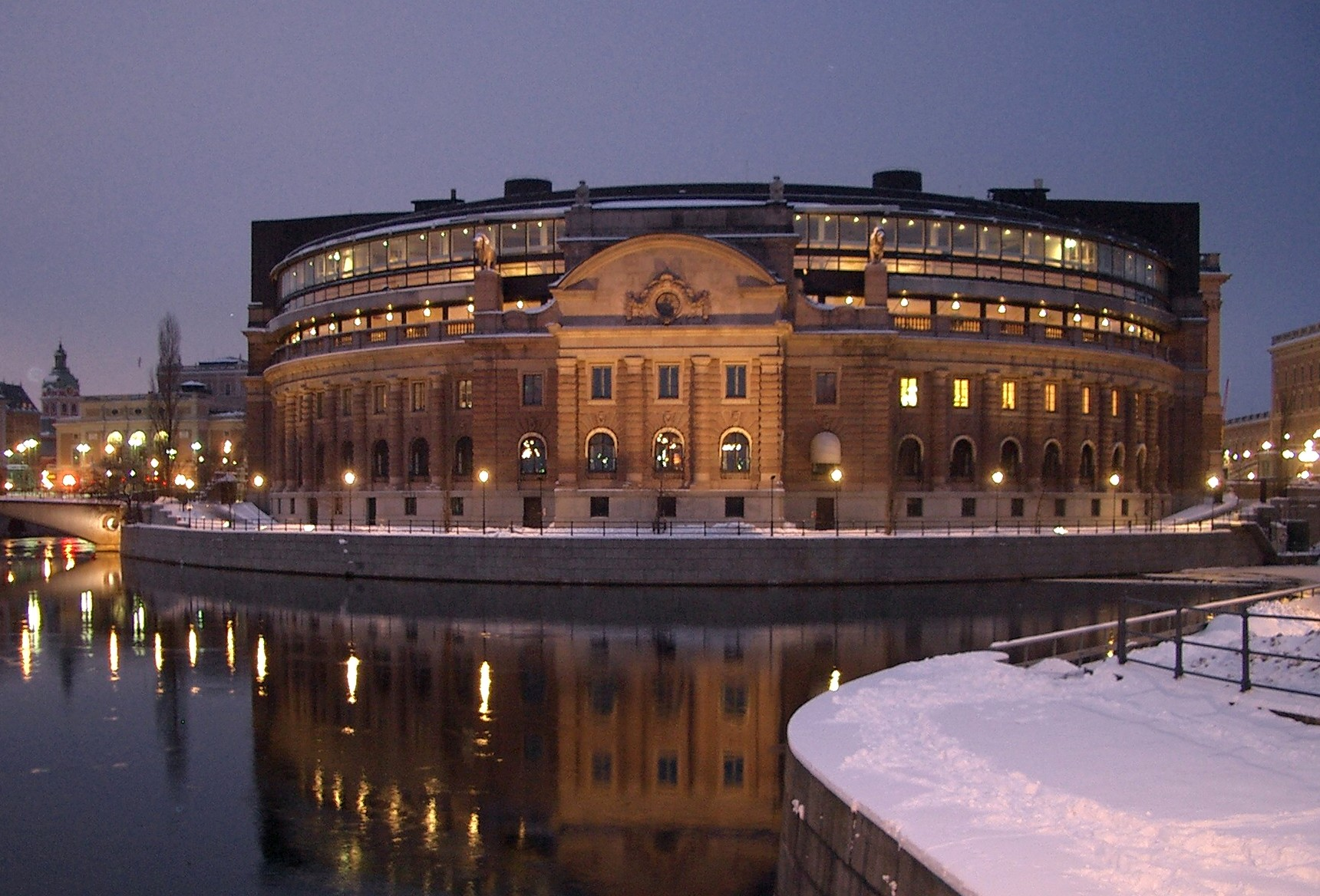
Sett från Vasabron

#### De fyra stånden
På den krönande attikan märks statyer av De fyra stånden föreställande Axel Oxenstierna, Johannes Rudbeckius, Louis De Geer och Peder Olofsson, för det då nya riksdagshuset, utförda av skulptören Theodor Lundberg (1852-1926). De fyra stånden och Moder Svea sattes upp på fasaden av det nybyggda Riksdagshuset år 1905.

#### Moder Svea
Över attikan med De fyra stånden sitter en Moder Svea-grupp, även den utförd av Theodor Lundberg. Dessa skulpturer sattes upp på fasaden av det nybyggda Riksdagshuset 1905. Konstverket Moder Svea är ett mycket stort konstverk, gruppen är 10 meter bred och 8 meter hög varav Moder Svea är 5 meter hög, något som man inte alltid uppfattar från gatunivån. Sveagruppen som sitter högst upp på det östra Riksdagshusets takkant och består av tre figurer. Moder Svea som är en kvinnlig person som representerar Sverige, hon håller en spira i den högra handen och en sköld i den vänstra och på huvudet har hon en lagerkrans. Hon brukar framställas med svärd och sköld och ofta med ett eller två lejon. Den första Moder Svea figuren skapades av Anders Leijonstedt år 1672 i dikten "Svea Lycksaligheets Triumph", men det var först på slutet av 1600-talet som hon blev populär tack vare Gunno Dahlstierna genom hans "Kunga-Skald".

Fasadutsmyckning
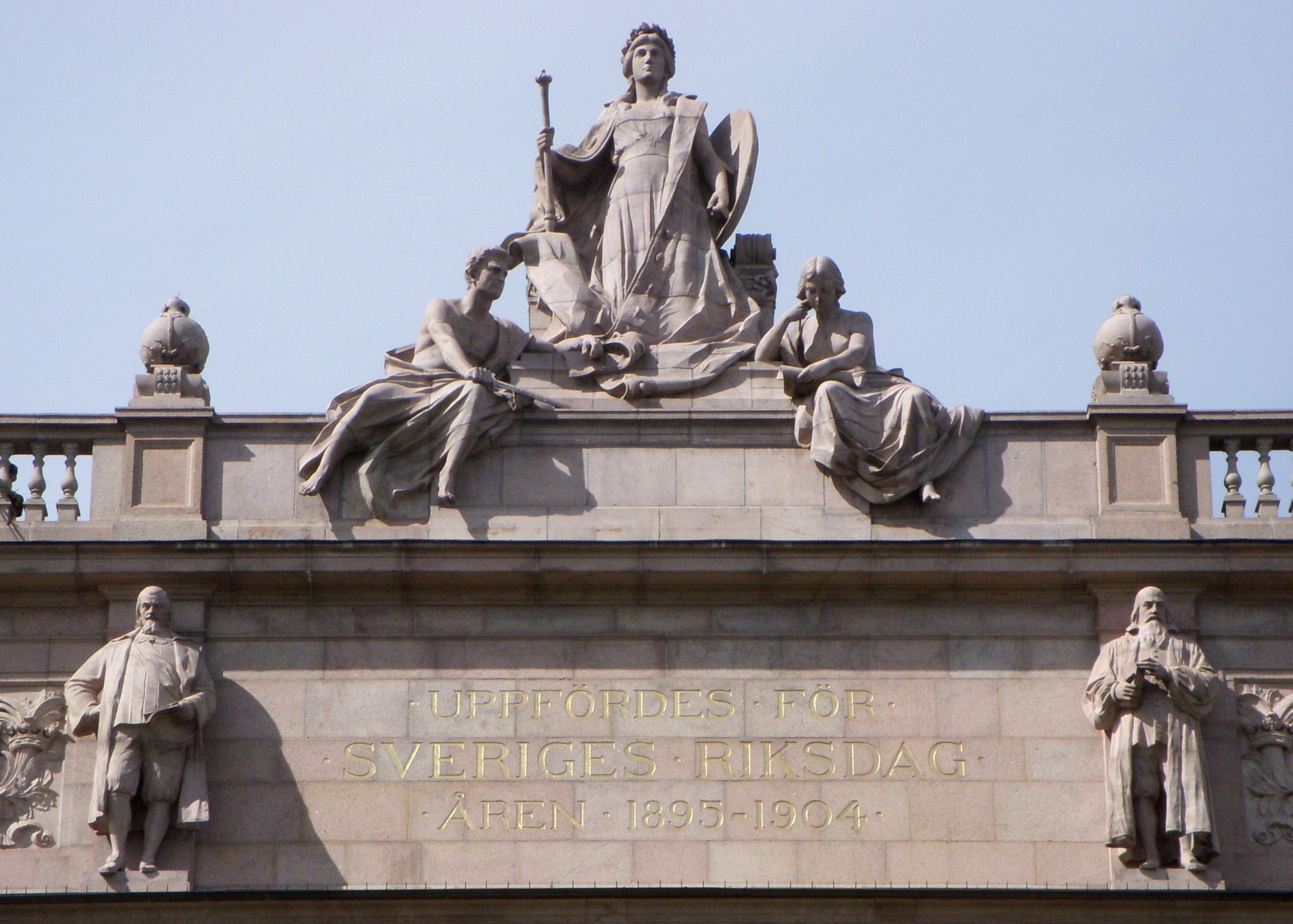
Moder Svea-gruppen av Theodor Lundberg.
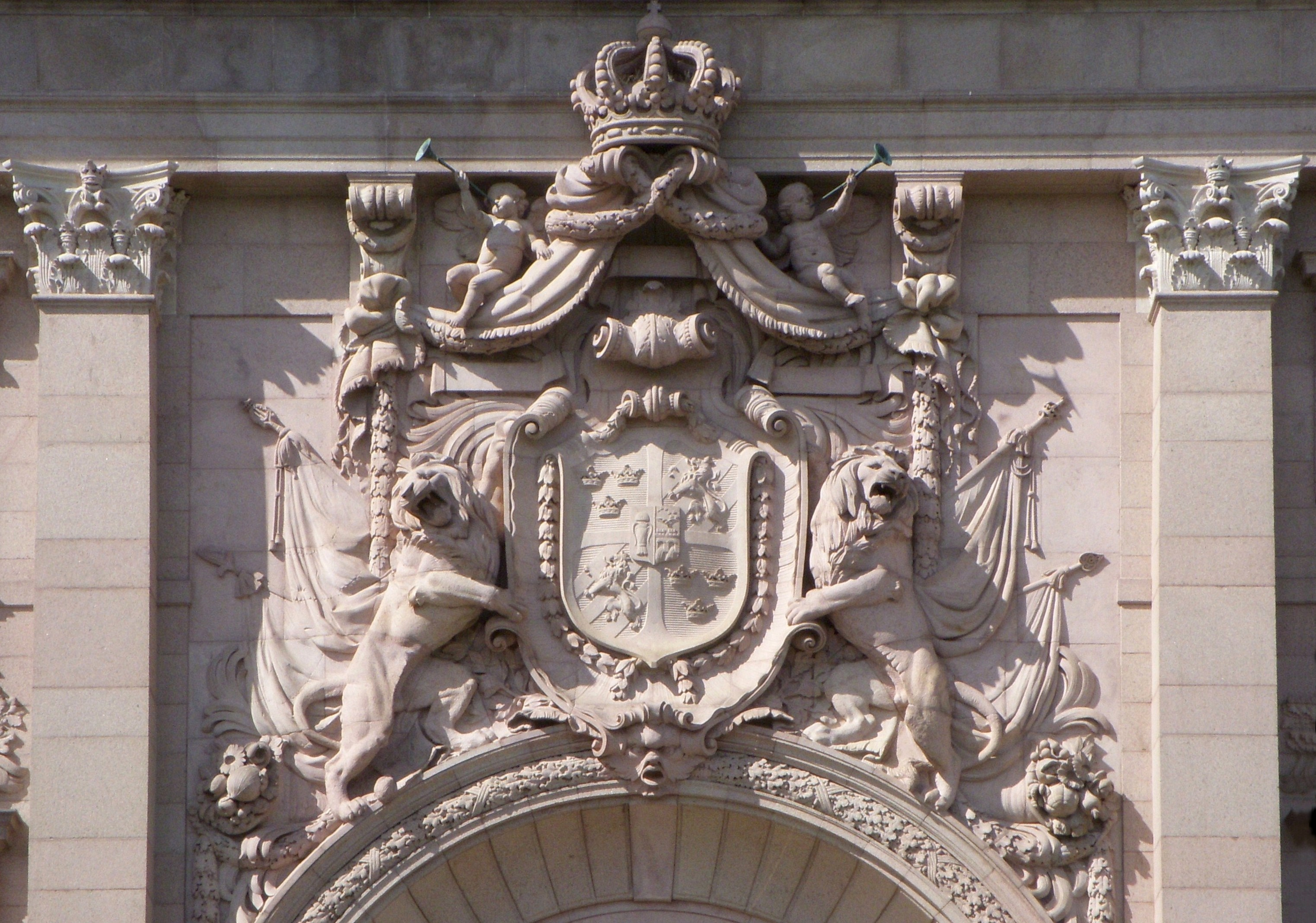
Granitrelief med Sveriges stora riksvapen omgivet av lejon, skulpterat av Gustav Fredrik Norling.
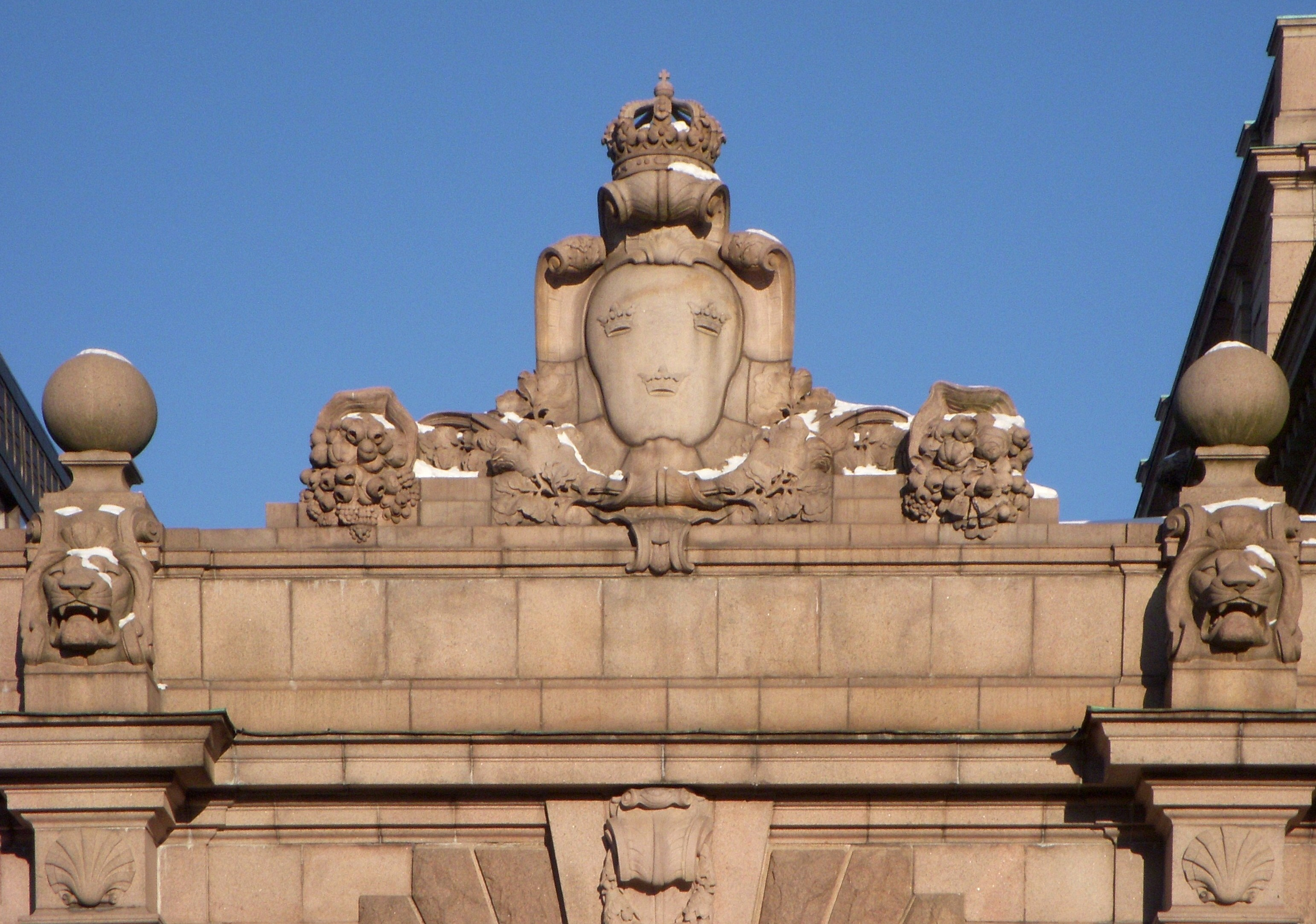
Sköld över Valv till Riksgatan.
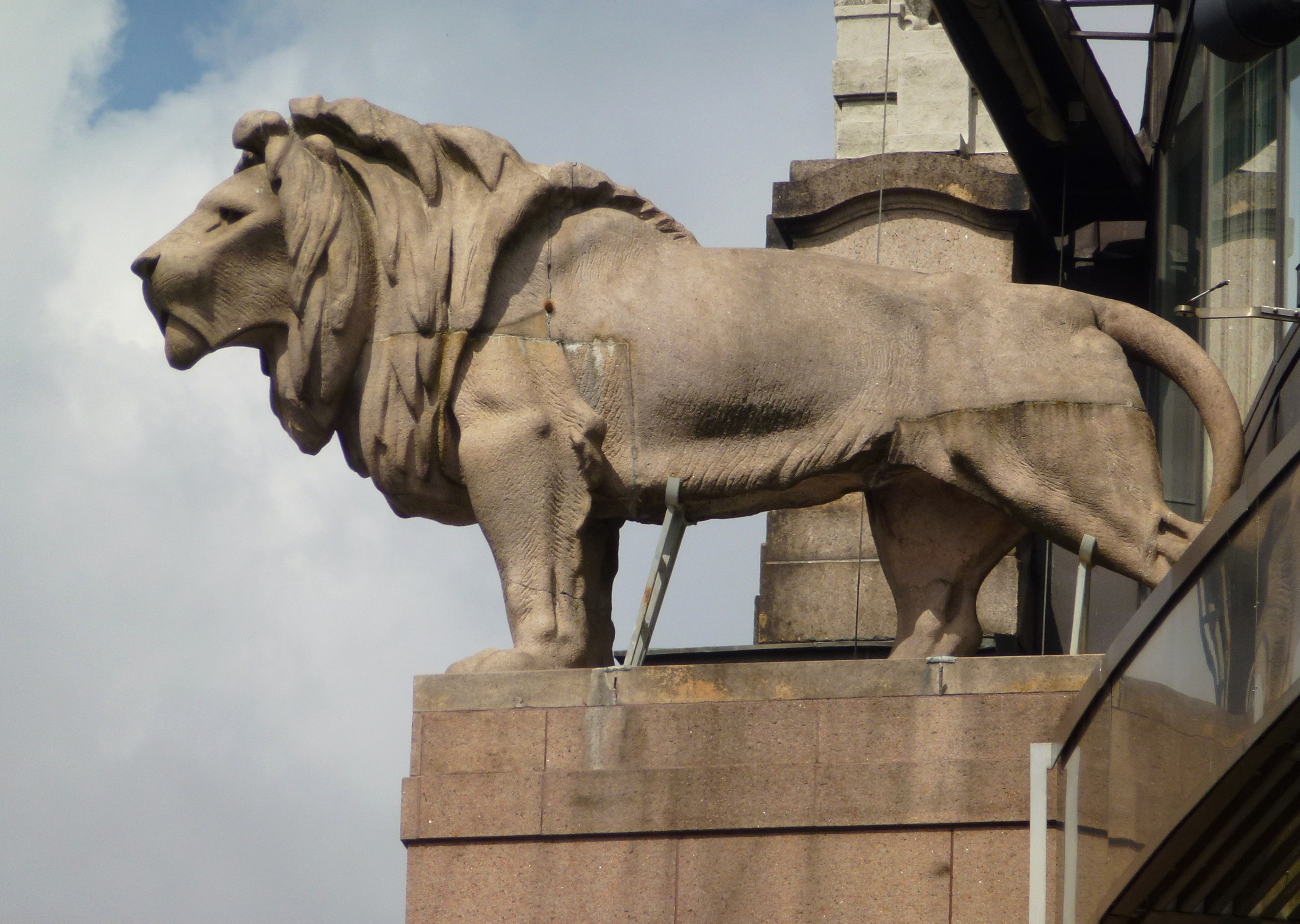
Riksbankslejonen av Gustav Fredrik Norling.

Två allegoriska figurer sitter vid Moder Sveas fötter, Vaksamheten och Eftertanken. Figuren Vaksamheten symboliserar att Riksdagen skall vaka över Sverige och skydda det mot yttre och inre fiender, det är figuren till vänster (den södra). Figuren Eftertanken  är en kvinna med en pergamentrulle i sin hand, är figuren till höger (den norra). Den symboliserar att Riksdagen skall ha eftertanke före de tar beslut så att dessa blir så bra och kloka som möjligt för Sverige. Dessa två figurer symboliserar också att Riksdagen hade två kamrarna, Sverige hade en tvåkammarriksdag åren 1867-1970. Första kammaren valdes via indirekta val om 151 ledamöter, medan andra kammaren valdes via direkta val och hade 233 ledamöter. Båda kamrarna hade samma makt. Theodor Lundberg utförde konstverket i Florens 1902-1903 i gipsmodell för att sedan skickas till Stockholm där stenhuggeriet Ericsson & Kjellströms Mekaniska Stenhuggeri i Värtahamnen högg den i röd granit från Kilafors. Enligt kontraktet med Riksdagshuskommittén fick de 60 000 kronor för arbetet, men också en vite på 100 kronor per dag efter den 5 december 1904 om de inte var klara med arbetet och skulpturen satt på sin plats på Riksdagshuset.

#### Riksbankslejonen
Byggnaden vilar på en sockelvåning och taket avslutas med en gesims med balustrad. Mot väster märks två kolossallejon i granit, huggna efter modeller som utförts av Gustav Fredrik Norling. Riksbankslejonen i granit skulle enligt ett kontrakt vara klara och uppsatta senast den 15 december 1905, gjutaren är okänd. De två stora Riksbankslejonen finns idag på vardera sidan av den utskjutande huskroppen i sten mot väster på det Västra riksdagshuset. "De placerades ursprungligen högst upp på taket på det dåvarande Riksbankshuset. När sedan Riksdagen tog över byggnaden och genomförde den stora ombyggnaden åren 1978-1983, då bland annat den nuvarande plenisalen kom till på toppen av Riksbankshuset, placerades lejonskulpturerna om till sin nuvarande plats."
Riksbanken, som sedan 1600-talet huserat i Södra Bancohuset vid Järntorget i Gamla stan, även kallat Gamla riksbanken, flyttade år 1905 till  Helgeandsholmen i det nuvarande Riksdagshuset. Riksdagshuset i Stockholm byggdes under perioden 1897–1905 och det före detta riksbankshuset, och den 11 januari 1905 flyttade Riksdagen in i det då nya huset. Gatan som skiljer de båda byggnaderna Riksdagshuset och riksbankshuset åt är Riksgatan. Parken framför (öster om) Riksdagshuset heter Riksplan. Byggnaderna byggdes om 1978–1983 och efter det huserar Sveriges Riksdag i bägge husen.

#### Maskaroner
Ovanför bottenvåningens fönster är 57 maskaroner placerade, de är porträtt huggna i sten av svenska personer som arkitekten Aron Johansson (1860-1936) ansåg varit viktiga för byggnadens tillkomst. Bland personerna som förevigats på detta sätt märks Gunnar Wennerberg och arkitekten Aron Johansson själv. Ornamentbildhuggaren Gustav Fredrik Norling fick uppdraget att skulptera modeller av huvudena, varefter de höggs av Norrtelje Mekaniska Stenhuggeri AB och sedan bildade slutstenen i fönstervalven.
De porträttlika avbildningarna var till en början okända för byggnadskommittén varefter en skarp anmaning utgick om att "dessa nya modeller icke finge förfärdigas som porträtt samt att i den mån redan uppsatta slutstenar modellerats till större eller mindre likhet med kända personer stenarna borde omhuggas så att sådan likhet ej vidare förefunnes hos dem.". I det vidare arbetet placerades istället kopior ut av redan färdigställda maskaroner och härigenom förekommer byggnadskommitténs ordförande Ragnar Törnebladh fyra gånger på husfasaden.

Maskaroner (urval)
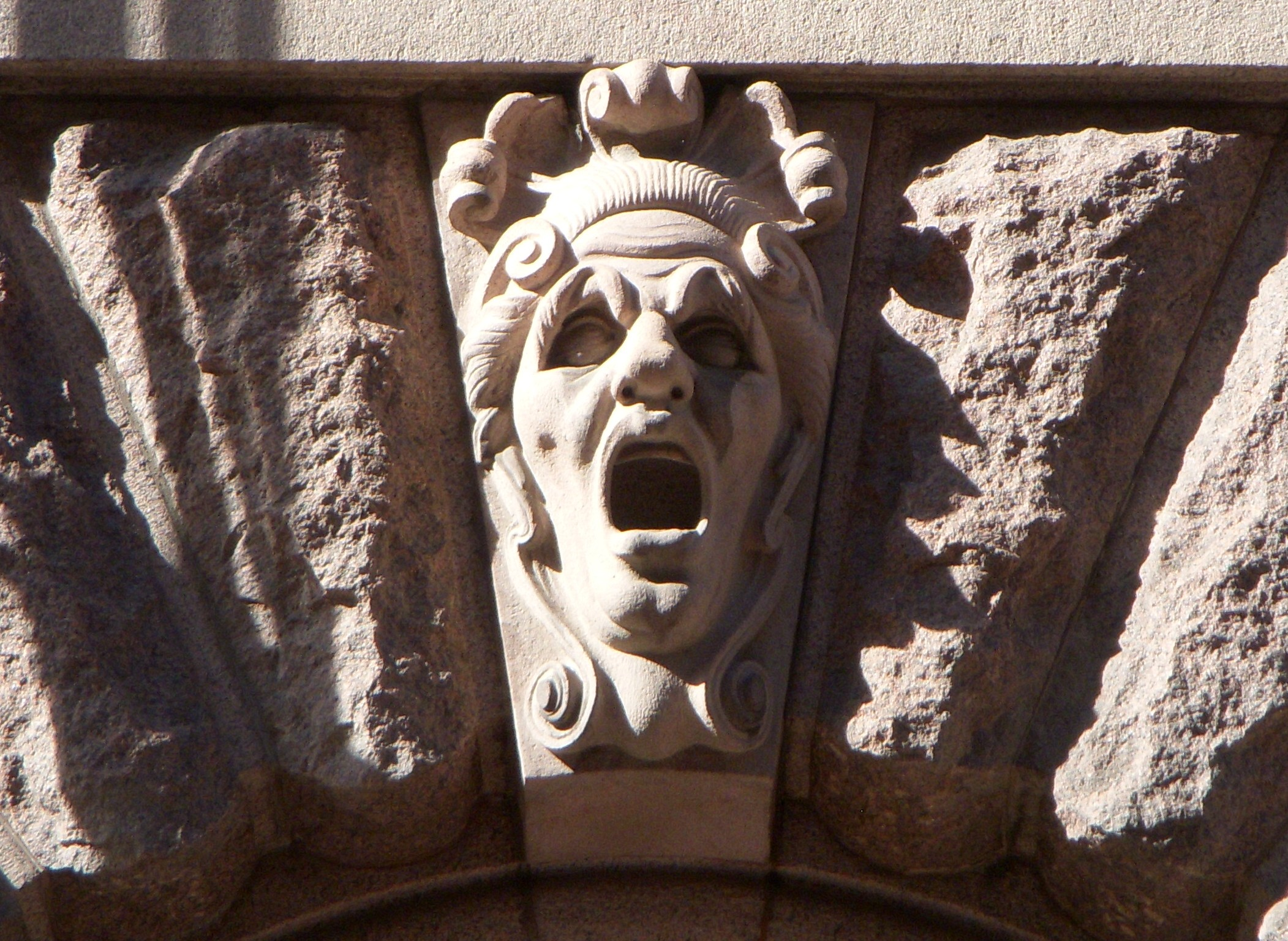
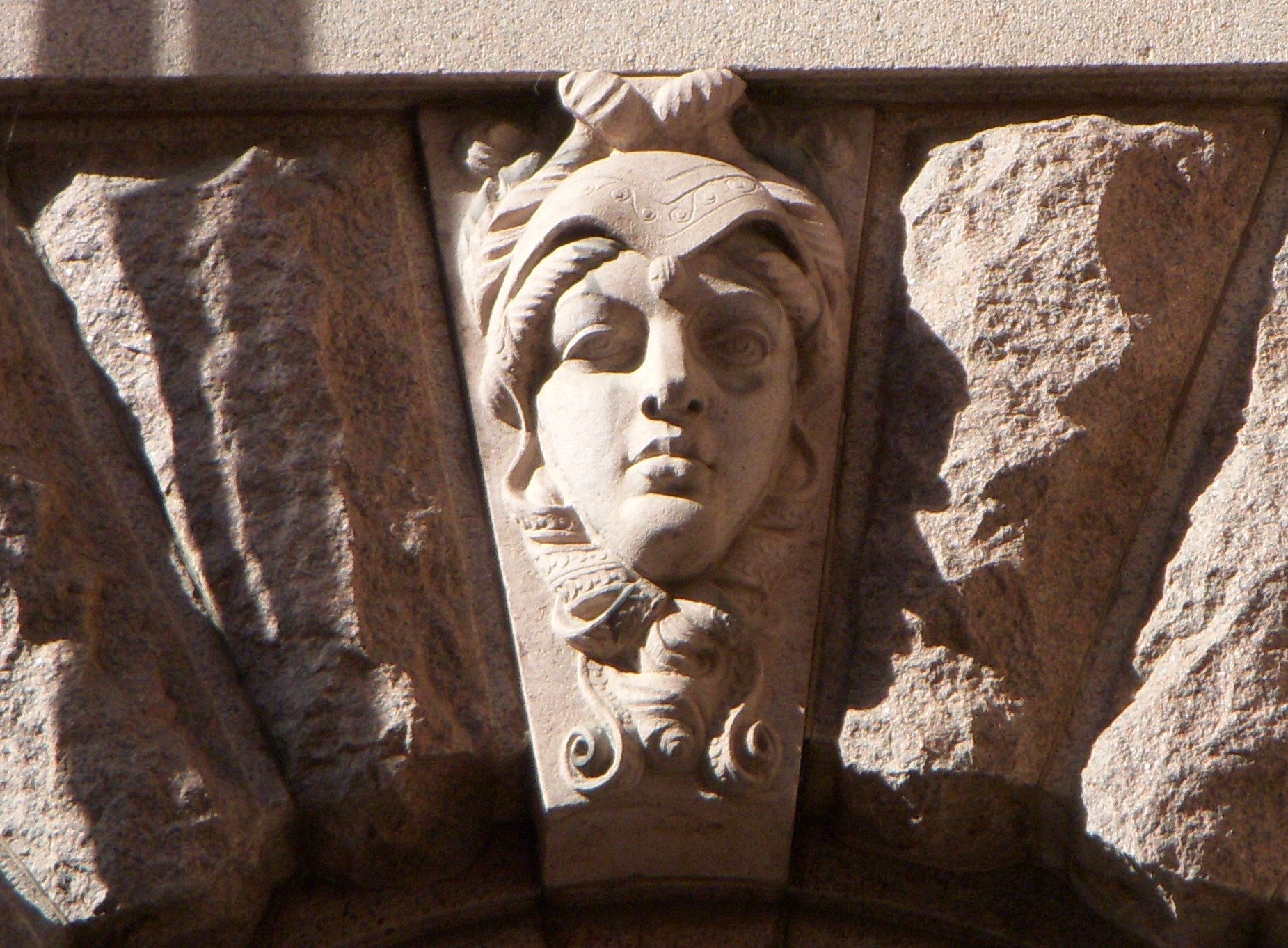
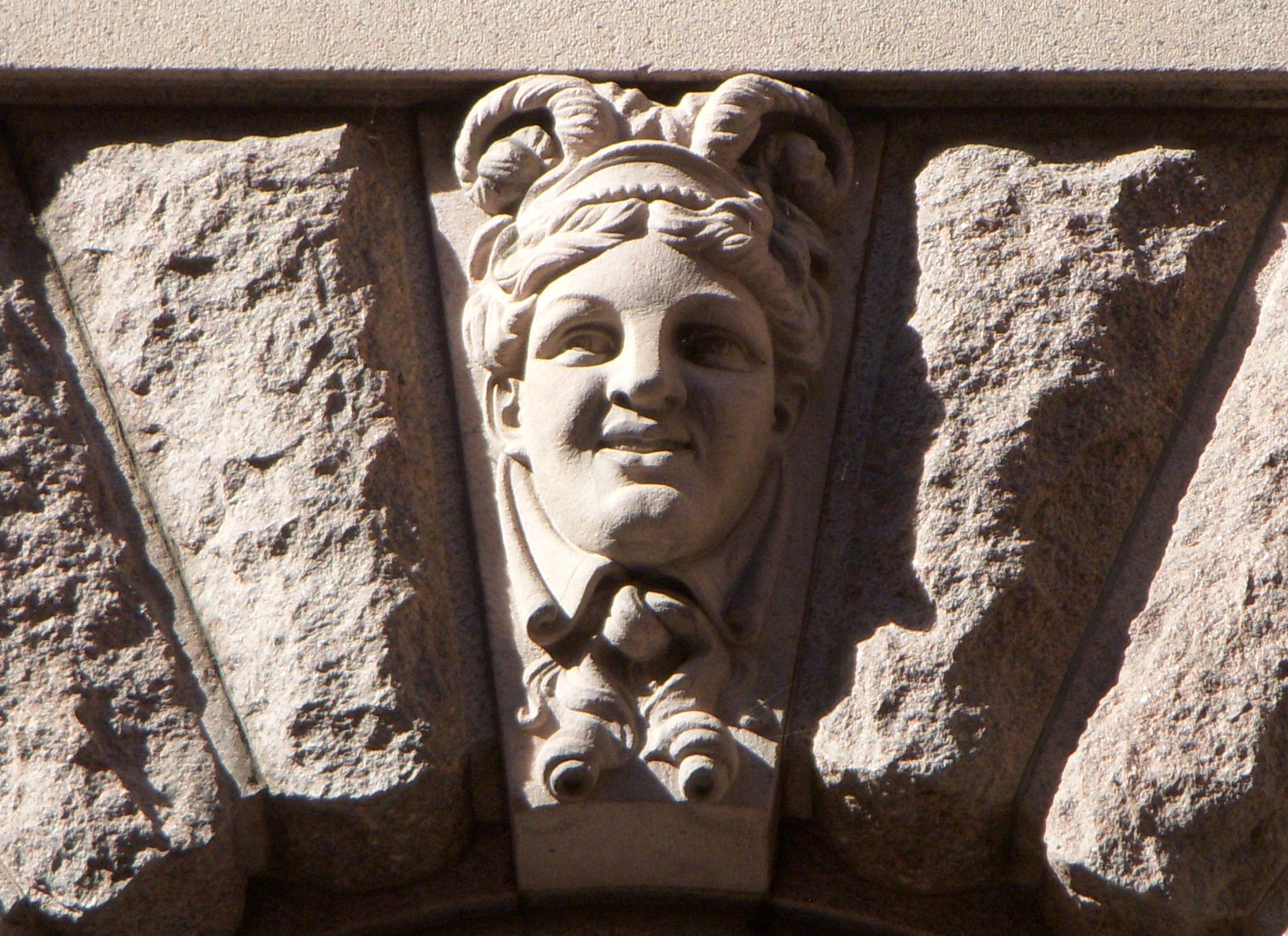
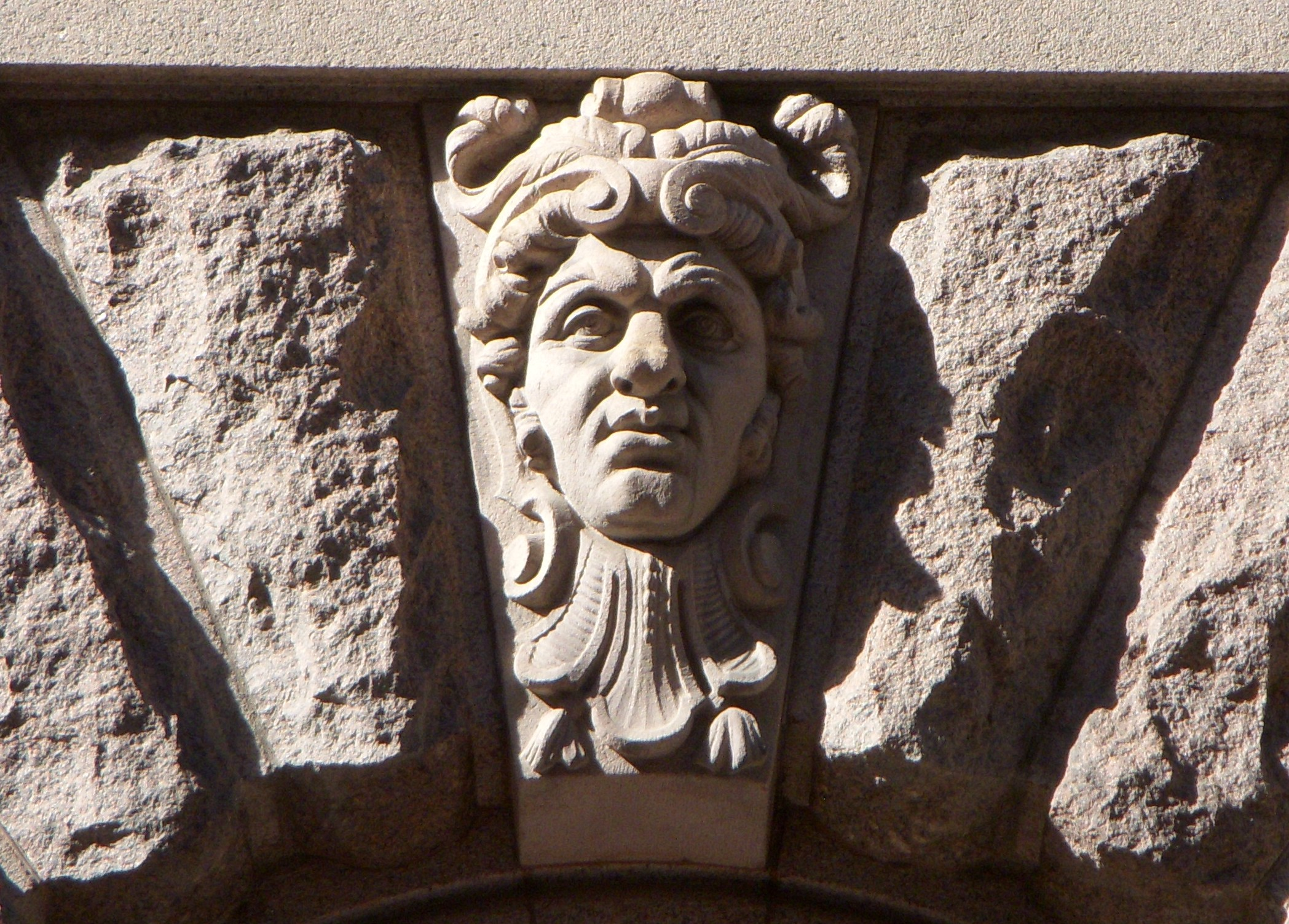
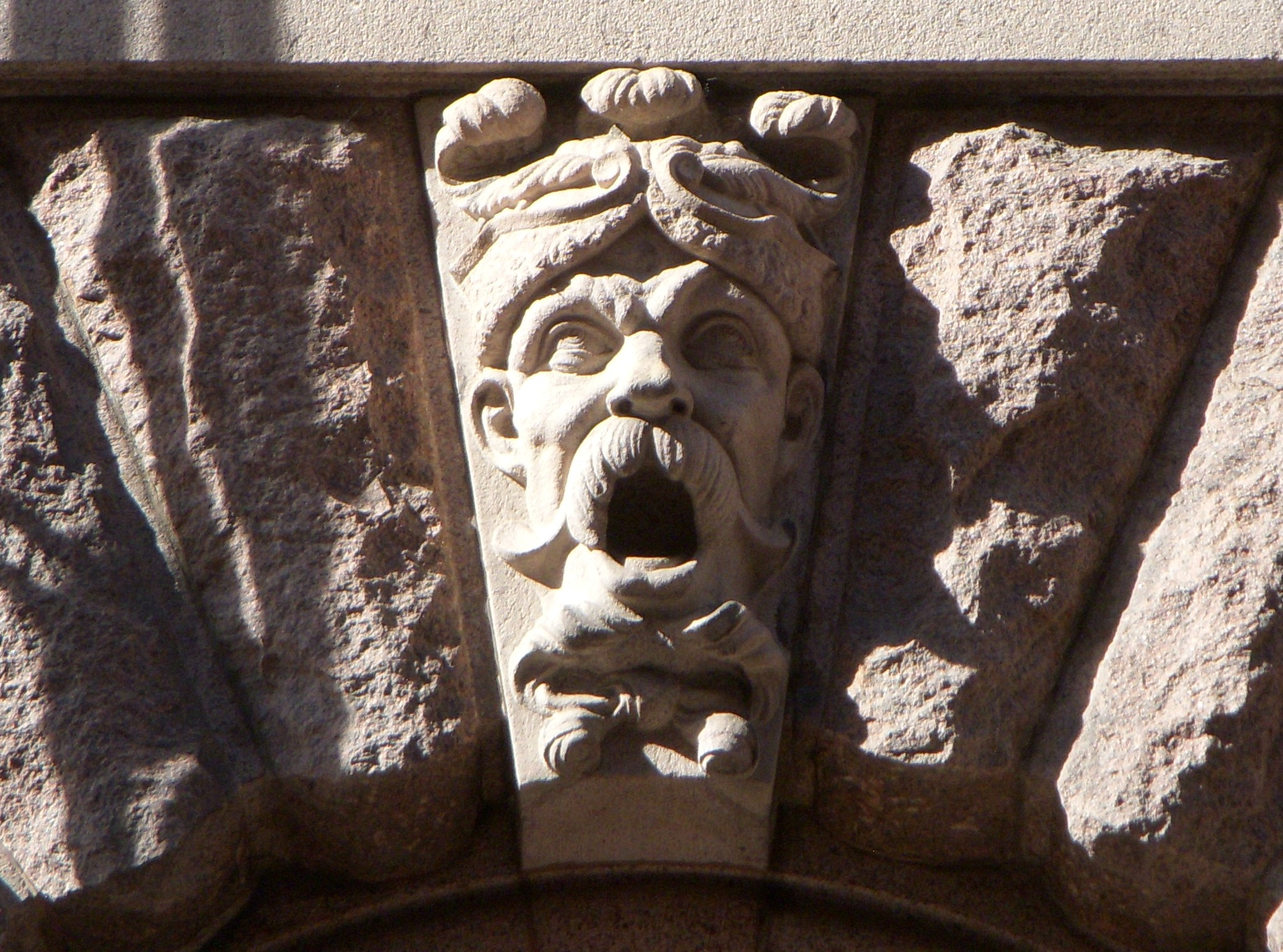

### Interiör

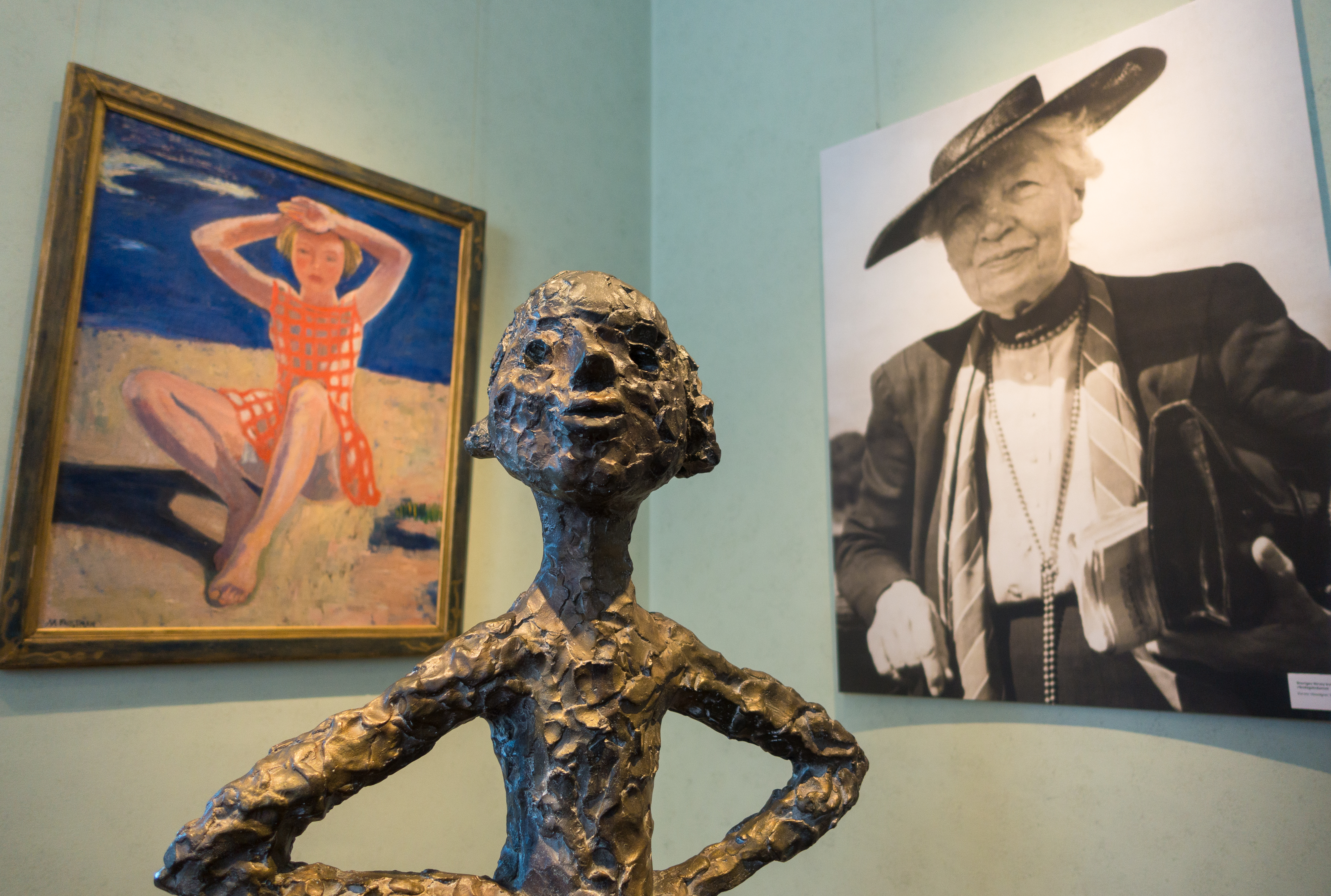
Kvinnorummet i Riksdagshuset. Fotot till höger visar Kerstin Hesselgren, den första kvinnan i riksdagens första kammare.

Byggnaden inreddes i jugend-stil. Inuti östra byggnaden finns centralt en monumental trappanläggning. En trappa upp löper ett galleri utmed fasaden med ingångar till de båda kamrarna, som är åttkantiga och inreddes med den tidens nymodighet takljus.
I Andra kammarens sal utförde Axel Törneman tre freskomålningar (färdiga 1914): Landskap med vårdkasar, Torgny lagman på tinget i Uppsala och Engelbrekt i spetsen för bondehären. Salen används numer för andra syften, däribland den årliga utdelningen av Right Livelihood Award.
Under det tidiga 1900-talet fanns på samma våning som kammarsalarna även riksdagens bibliotek. Översta våningen var ursprungligen inredd för utskottslokaler och bottenvåningen hade lokaler för bland annat Riksgäldskontoret, justitieombudsmannen och klubbrum.
I Riksdagshusets kvinnorum finns konst som skildrar kvinnor i politiken. Rummet invigdes 1994 i samband med den kvinnliga rösträttens 75-årsjubileum. Där fanns en spegel med texten "Sveriges första kvinnliga statsminister", som togs ned när Magdalena Andersson först valdes till statsminister under "superonsdagen"[källa behövs] den 24 november 2021.
Riksdagshuset har ett rum för pressträffar, och tillhandahåller en poolkamera som alla TV-bolag kan visa bilder från.

Interiör
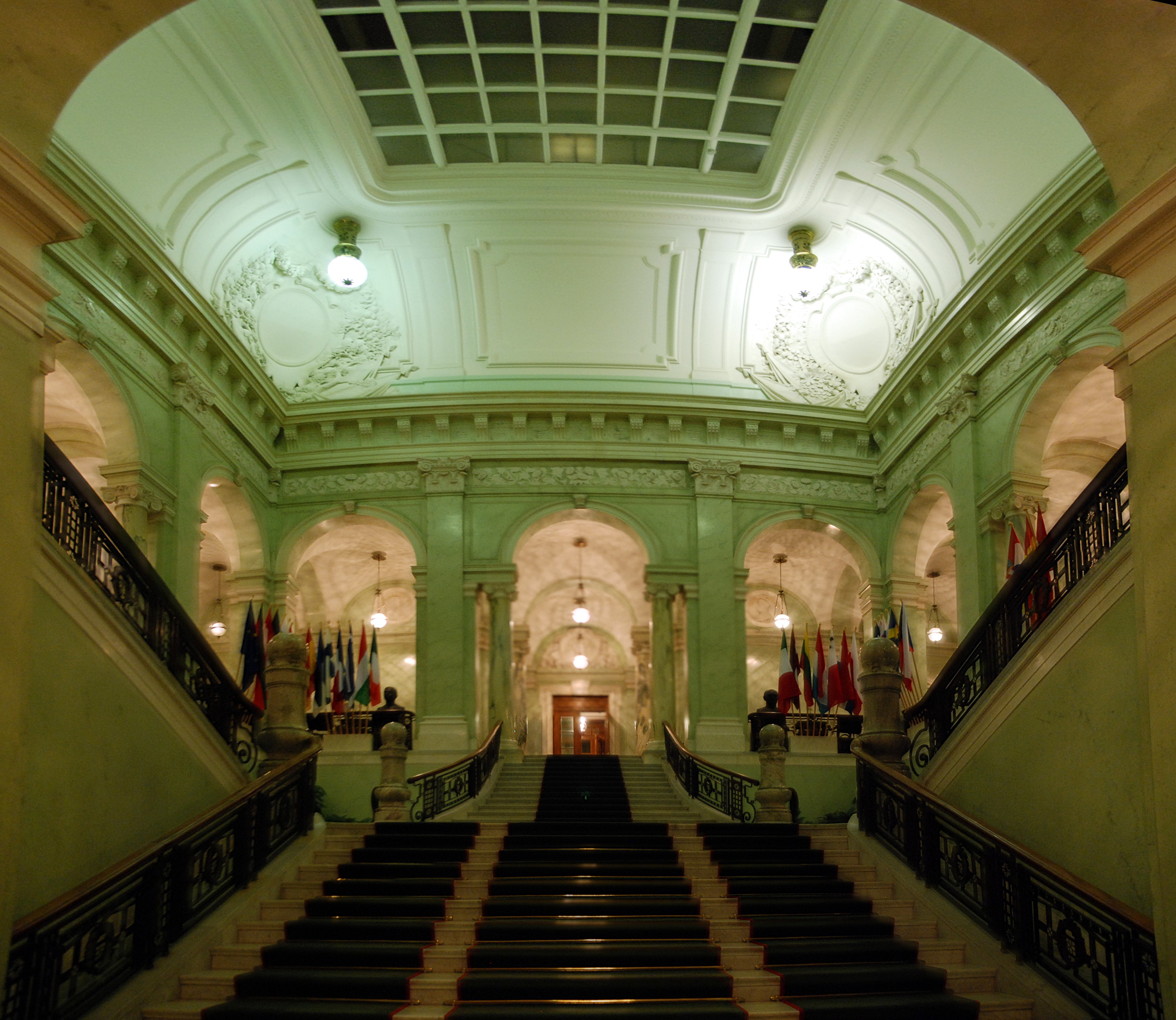
Trapphallen
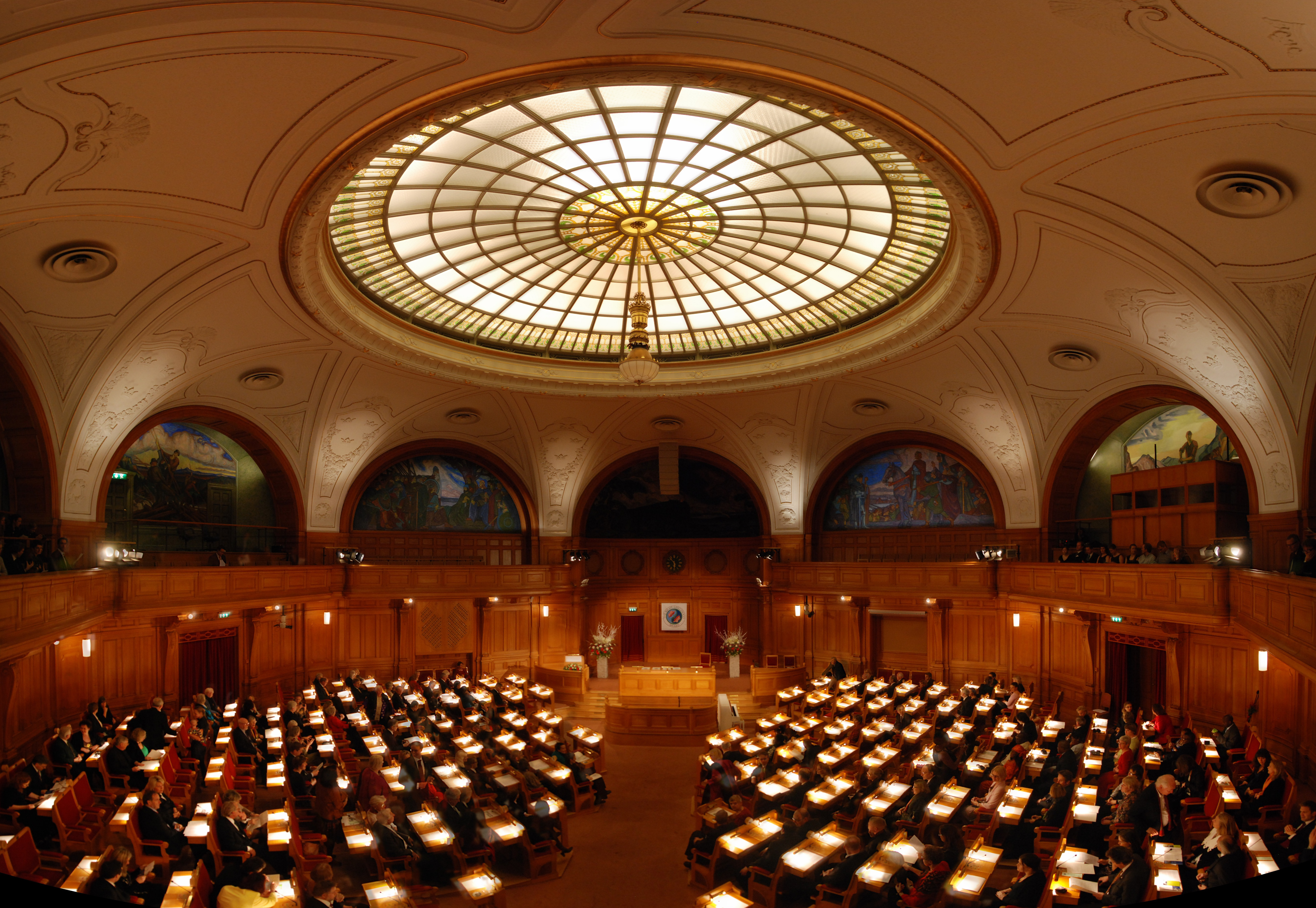
Andra kammarens sal
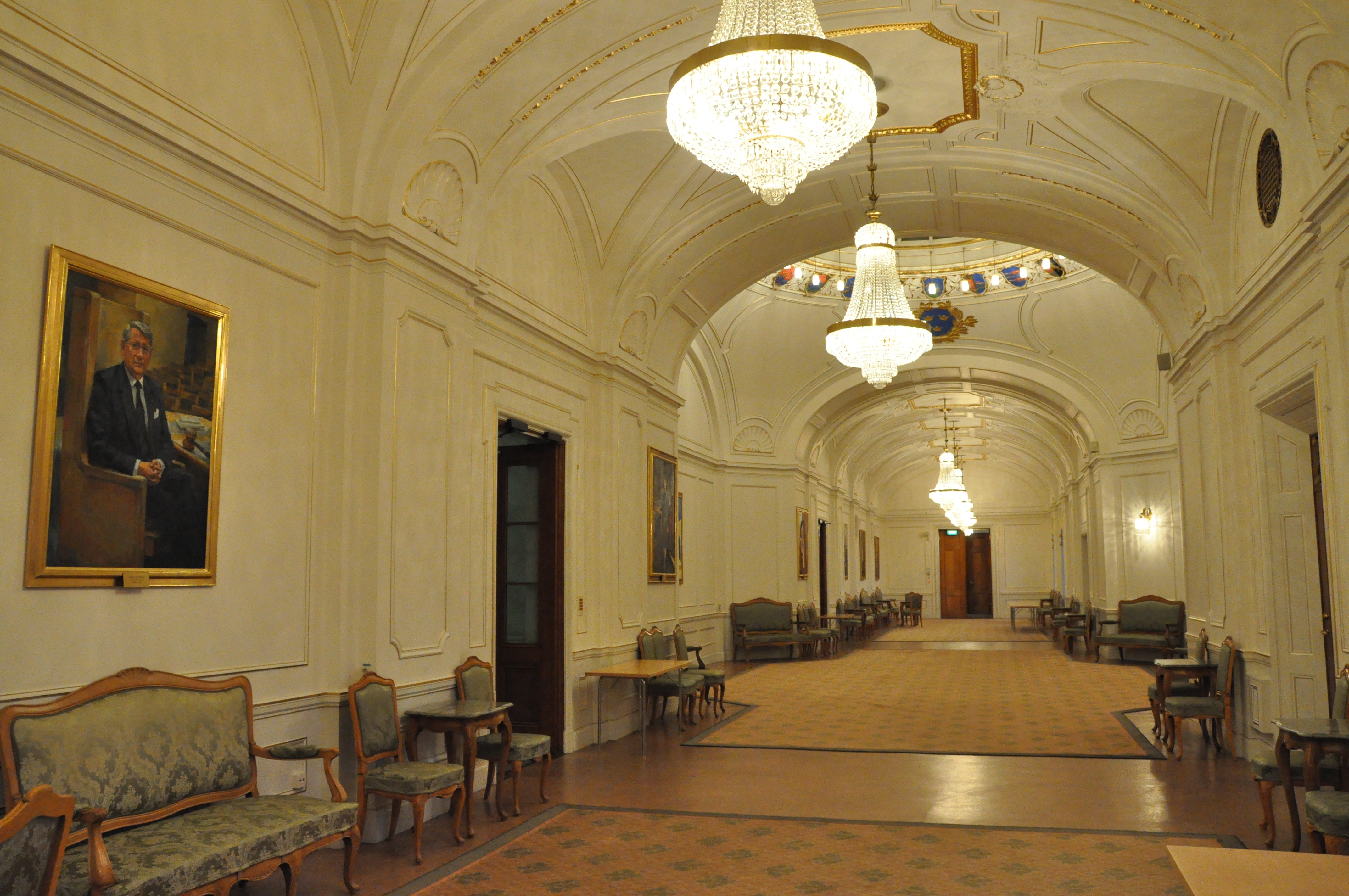
Sammanbindningsbanan
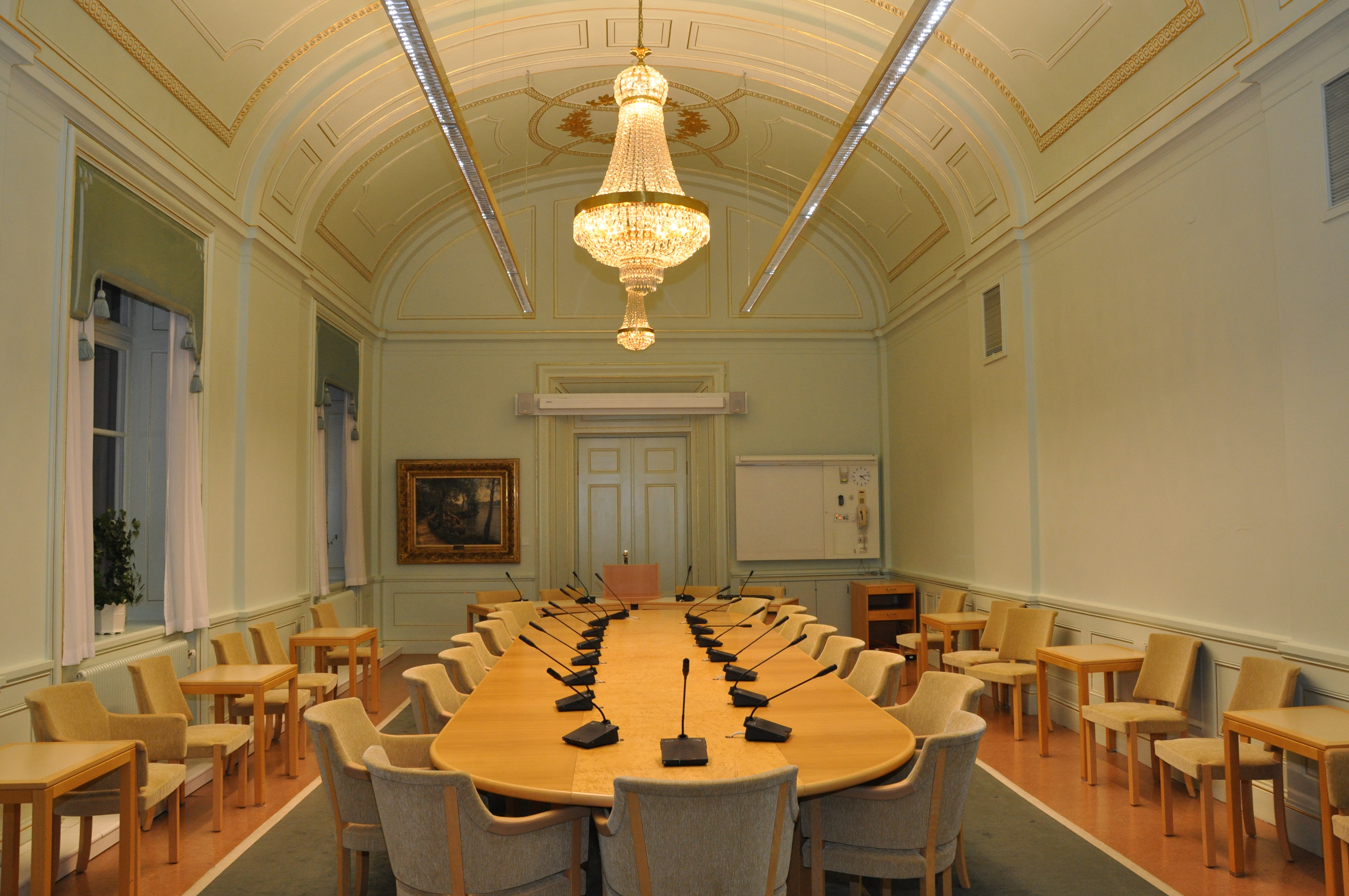
Sammanträdesrum